# Roelofa
Roelofa (лат.) — род бабочек из семейства Mimallonidae. Неотропика. 6 видов.

## Описание
Среднего размера бабочки. Отличаются сочетанием следующих двух признаков: переднее крыло с черной апикальной полосой, которая образует соединение с темной, прямой или вогнутой (или выпуклой у некоторых самок) постмедиальной линией и парой удлиненных темных цветных концевых пучков брюшной полости. Такие пучки видны и в некоторых других родах, но никогда в сочетании с темной апикальной полосой переднего крыла. Род был впервые выделен в 1928 году американским энтомологом Уильямом Шаусом. Валидный статус таксона был подтверждён в ходе ревизии в 2019 году американским лепидоптерологом Райаном Александером Ст. Лаурентом (Ryan A. St. Laurent, Cornell University, Department of Entomology, Итака, США) и Акито Кавахарой (Akito Y. Kawahara, University of Florida, Гейнсвилл, Флорида).
- Roelofa elyanae Herbin & C. Mielke, 2014 (Бразилия: Maranhão)[3]
- Roelofa hegewischi (Druce, 1887) (Perophora) (Мексика)
- Roelofa maricia  Schaus, 1928 (Бразилия)
- Roelofa narga  (Schaus, 1905) (Cicinnus) (Суринам)
- Roelofa maera  (Schaus, 1913) (Cicinnus) (Бразилия: Santa Catarina)
- Roelofa olivia (Schaus, 1896) (Perophora) (Колумбия)